# 田中町 (昭島市)
田中町（たなかちょう）は、東京都昭島市の町名。現行行政地名は田中町一丁目から田中町四丁目。住居表示実施済み区域。

## 地理
昭島市の西部に位置し、南西に拝島町、北西に緑町、北に上川原町、東に大神町、南に八王子市丸山町と接している。

### 河川
- 多摩川

### 地価
住宅地の地価は、2025年（令和7年）1月1日の公示地価によれば、田中町1-20-9の地点で18万7000円/m2となっている。

## 世帯数と人口
2025年（令和7年）6月1日現在（昭島市発表）の世帯数と人口は以下の通りである。
| 丁目         | 世帯数    | 人口    |
| ------------ | --------- | ------- |
| 田中町一丁目 | 1,314世帯 | 2,657人 |
| 田中町二丁目 | 939世帯   | 1,766人 |
| 田中町三丁目 | 1,175世帯 | 2,119人 |
| 田中町四丁目 | 49世帯    | 97人    |
| 計           | 3,477世帯 | 6,639人 |

### 人口の変遷
国勢調査による人口の推移。
| 年                 | 人口  |
| ------------------ | ----- |
| 1995年（平成7年）  | 7,158 |
| 2000年（平成12年） | 7,097 |
| 2005年（平成17年） | 6,704 |
| 2010年（平成22年） | 7,037 |
| 2015年（平成27年） | 7,064 |
| 2020年（令和2年）  | 6,846 |

### 世帯数の変遷
国勢調査による世帯数の推移。
| 年                 | 世帯数 |
| ------------------ | ------ |
| 1995年（平成7年）  | 2,279  |
| 2000年（平成12年） | 2,447  |
| 2005年（平成17年） | 2,470  |
| 2010年（平成22年） | 2,735  |
| 2015年（平成27年） | 2,834  |
| 2020年（令和2年）  | 3,012  |

## 学区
市立小・中学校に通う場合、学区は以下の通りとなる（2024年8月時点）。
| 丁目         | 番・番地等       | 小学校                 | 中学校               |
| ------------ | ---------------- | ---------------------- | -------------------- |
| 田中町一丁目 | 1番              | 昭島市立光華小学校     | 昭島市立清泉中学校   |
| 田中町一丁目 | 2〜22番 29〜36番 | 昭島市立拝島第一小学校 | 昭島市立拝島中学校   |
| 田中町一丁目 | 23〜28番         | 昭島市立田中小学校     | 昭島市立多摩辺中学校 |
| 田中町二丁目 | 全域             | 昭島市立田中小学校     | 昭島市立多摩辺中学校 |
| 田中町三丁目 | 全域             | 昭島市立田中小学校     | 昭島市立多摩辺中学校 |
| 田中町四丁目 | 全域             | 昭島市立田中小学校     | 昭島市立多摩辺中学校 |

## 交通

### 道路
- 国道16号
- 東京都道29号立川青梅線

## 事業所
2021年（令和3年）現在の経済センサス調査による事業所数と従業員数は以下の通りである。
| 町丁・丁目   | 事業所数  | 従業員数 |
| ------------ | --------- | -------- |
| 田中町       | 202事業所 | 3,146人  |
| 田中町一丁目 | 48事業所  | 914人    |
| 田中町二丁目 | 56事業所  | 679人    |
| 田中町三丁目 | 19事業所  | 334人    |
| 田中町四丁目 | 9事業所   | 114人    |
| 計           | 334事業所 | 5,187人  |

### 事業者数の変遷
経済センサスによる事業所数の推移。
| 年                 | 事業者数 |
| ------------------ | -------- |
| 2016年（平成28年） | 369      |
| 2021年（令和3年）  | 334      |

### 従業員数の変遷
経済センサスによる従業員数の推移。
| 年                 | 従業員数 |
| ------------------ | -------- |
| 2016年（平成28年） | 5,005    |
| 2021年（令和3年）  | 5,187    |

## 施設
- 昭島市役所
- 昭島市立田中小学校
- 島忠 ホームズ昭島店[14]
- オーケー 昭島店[15]

## その他

### 日本郵便
- 郵便番号 : 196-0014[2]（集配局 : 昭島郵便局[16]）。